# スティーブン・キング/アーバン・ハーベスト
『スティーブン・キング/アーバン・ハーベスト』（Children of the Corn III: Urban Harvest）は、1995年のホラー映画。『スティーブン・キング/死の収穫』の続編であり、『チルドレン・オブ・ザ・コーン』シリーズの三作目にあたる。2024年の日本再上映の際に『チルドレン・オブ・ザ・コーン３／都会の収穫』に改題された。

## ストーリー
トウモロコシ畑に住み着いた邪神の現身である少年イーライが引き取られた先のシカゴで再び、信仰の範囲を広げようと大人狩りと収穫を始める。

## キャスト
- ジュシュア - ロン・メレンデス
- イーライ - ダニエル・キャニー（英語版）
- アマンダ・ポーター - ナンシー・グラーン（英語版）
- ウィリアム・ポーター - ジム・メッツラー（英語版）
- マイケル・エンサイン
- ジョン・クレア
- マリ・モロウ（英語版）
- デューク・ストラウド（英語版）
- リフ・ハットン
- イヴェット・フリーマン（英語版）
- ジーナ・セント・ジョン
- シャーリーズ・セロン（クレジット表記なし）

## スタッフ
- 監督：ジェームズ・ヒコックス
- 製作：ギャリー・デピュー
ブラッド・サウスウィッチ
- 製作総指揮：アンソニー・ヒコックス
- 原作：スティーヴン・キング
- 脚本：ドゥー・デ・レヴンソン
- 撮影：ジェリー・リヴリー
- 音楽：ダニエル・リット
- 編集：クリス・ペップ
- 特殊メイク：スクリーミング・マッド・ジョージ
- 特殊効果：ケヴィン・イエーガー（英語版）